# Zoo Tycoon
Zoo Tycoon es un videojuego de simulación económica publicado el 17 de octubre de 2001, donde se debe administrar un zoológico. Fue desarrollado por Blue Fang Games y distribuido por Microsoft Game Studios. En 2005 fue publicado para Nintendo DS. El juego original tiene dos expansiones: Zoo Tycoon: Dinosaur Digs y Zoo Tycoon: Marine Mania, publicadas en 2002 y también una secuela, Zoo Tycoon 2, publicado en 2004.

## Objetivo
El objetivo de Zoo Tycoon es la de crear un zoológico próspero mediante la creación de exposiciones para dar cabida a los animales en éstas y así mantener a los clientes contentos. La creación del hábitat y del sector donde se ubicará el animal es una de las principales tareas, ya que éste debe mantenerse óptimo y contento dentro de un tiempo permanente. Para llegar al estado máximo de bienestar para el animal, las exposiciones deben ser adecuadas y bien estructuradas, por ejemplo, para un león el ambiente de sabana es el más adecuado y no otro, ya que perjudicaría la psique del león y su estado emocional bajaría considerablemente, siendo esta situación tomada en cuenta por los visitantes del zoológico, perjudicando así la reputación del recinto. 
Las opciones son variadas y tanto como el terreno, el follaje, las rocas, refugios, vallas, juguetes y la presencia de trabajadores se pueden modificar, ya que todos estos factores contribuyen a la buena organización del zoológico. También existen variados edificios; como baños, restaurantes, puestos de comida, tiendas, edificios de entretenimiento, cines, etc. Se incorpora de igual manera, la estética del zoológico, que consiste en aumentar la felicidad ligeramente en los visitantes, los elementos que existen en esta categoría pueden variar desde postes de luz o bancos hasta arreglos florales y estatuas. Para ayudar a administrar el zoológico, también se puede emplear personal de limpieza, veterinarios o cuidadores y guías turísticos.
Hay tres modos de juego en Zoo Tycoon: tutorial, escenario, y forma libre. El tutorial enseña al jugador cómo crear las exposiciones que albergaran los animales y mantener los visitantes del zoo contentos. El modo de escenario posee una serie variada de objetivos, que tendrán que ser completados por el jugador dentro de un tiempo determinado. Estos objetivos pueden incluir el logro de un huésped determinado y la felicidad de los animales o un cierto número de animales dentro del zoológico, o la cría de ciertos animales determinados. Jugar de forma libre permite al jugador elegir la cantidad de dinero y el mapa en que éste querrá empezar. Se presenta con un lote abierto, con una selección limitada de animales, edificios y paisajes. Mientras el juego progresa, más animales y elementos son desbloqueados. Los animales y artículos adicionales pueden ser objeto de investigación, donde el dinero se invierte para que sean jugables.

## Formas de Juego
En Zoo Tycoon existen dos formas de juego que se pueden ver en el mapa. La primera opción en el mapa son los "Tutoriales" y los "Escenarios". Estos últimos son zoológicos de algún lugar (Argentina, California, Un Hotel, entre otros) y se necesita que se cumpla con las normas requeridas en el tiempo establecido. Estas pueden ser desde incluir cierto tipo de animales a obtener cierta valoración o felicidad (tanto de los animales como de los visitantes). Los escenarios van en aumento.

## Expansiones
Tras el juego original Microsoft publicó dos expansiones que añadían nuevas especies:
- Zoo Tycoon: Marine Mania: Expansión donde se puede exhibir animales marinos, hacer espectáculos con orcas, delfines y focas .(nota: la morsa en zoo tycoon no se puede poner en espectáculos, en Zoo Tycoon 2 sí)Además de poder crear tanques para criaturas ya existentes. Dichos tanques podrían llenarse con agua salada (por defecto) o dulce. Es más difícil de encontrar porque es el inicial.

- Zoo Tycoon: Dinosaur Digs: Expansión donde se puede exhibir animales como dinosaurios y algunos animales de la edad de hielo como el tigre dientes de sable y el mammut

También existe una versión donde se puede jugar conjuntamente con animales normales, marinos, y prehistóricos, llamada Zoo Tycoon: Complete Collection.

## Zoo Tycoon 2
Animados por el éxito de la primera parte, Microsoft desarrolló una actualización para el Zoo Tycoon debido a la tecnología y capacidad de los nuevos ordenadores disponibles al público. Salta a la era 3D agregando el ser mucho más realista en el cuidado de los animales, como también en su reproducción y ámbito financiero. En el 2005 se lanzó su segunda expansión con animales en peligro de extinción como koalas y gibones. Para muchos es el mejor videojuego Tycoon de la historia debido a los increíbles zoológicos que se pueden crear y a la gran diversidad de animales que se pueden encontrar en el juego.
En esta segunda parte del juego, el jugador puede meterse en su zoológico como un cliente más, en primera persona, algo que la versión anterior, al ser en 2D, no lo podía permitir. Esto abre toda una nueva experiencia, y después de haber terminado de hacer un gran zoológico, recorrerlo como un cliente más le agrega toda una nueva experiencia a la jugabilidad.
Además, en Zoo Tycoon 2 se puede poner animales fuera de una valla, algo que en Zoo Tycoon no está permitido.